# محمودآباد، شهربابک
محمودآباد، شهربابک روستایی در دهستان خبر، بخش دهج، شهرستان شهربابک در استان کرمان است.
جمعیت این روستا در سال ۱۳۸۵، ۳۷ نفر بوده است.